# Attheyella orientalis
Attheyella orientalis är en kräftdjursart som beskrevs av Claude Chappuis 1929. Attheyella orientalis ingår i släktet Attheyella och familjen Canthocamptidae. Inga underarter finns listade i Catalogue of Life.